# ジェームズ・ガーナー
ジェームズ・ガーナー（James Garner, 1928年4月7日 - 2014年7月19日）は、アメリカ合衆国の俳優。オクラホマ州ノーマンの出身で、本名はジェームズ・スコット・バムガーナー (James Scott Bumgarner) である。

## 来歴
父親はカーペット職人で、3人兄弟の末っ子。一部チェロキー族の血を引いていた母親は、ジェームズが5歳の時に亡くなっている。父親の再婚相手に虐待されたため、14歳の時に義母と喧嘩になり殴り倒してしまう。この事件が元で父親と義母は離婚した。7歳の時にロサンゼルスに住んでいた父親の元に戻り、地元の高校に通う。高校の体育教師に勧められて水着のモデルをする。報酬は良かったがこの仕事が好きではなく、結局オクラホマに戻って地元の高校でスポーツに励む。しかし学業不振で中退する。
朝鮮戦争に従軍するが、名誉戦傷章を与えられ除隊。モデルや舞台俳優を経て、ワーナー・ブラザースと契約。1957年の『ロケット・パイロット』が映画デビュー作。テレビシリーズ『マーベリック』（1957年〜1960年）での長男ブレット役で一躍人気俳優となる（のちに映画としてリメイクされた1994年の『マーヴェリック』では、メル・ギブソン演じるブレットの父親役で出演した）。
次第に活躍の場をテレビからスクリーンに移し、『大脱走』、『グラン・プリ』といった大作アクションから『スリルのすべて』、『プレイボーイ』、『セパレート・ベッド』、『恋するパリジェンヌ』などのロマンティック・コメディ、『墓石と決闘』、『夕陽に立つ保安官』など西部劇まで幅広い作品に主演した。1974年には『ロックフォードの事件メモ』でテレビ界に復帰、その飄々とした個性で人気を集める。『マーフィのロマンス』ではアカデミー賞主演男優賞候補となったほか、その他の作品でも3度のゴールデングローブ賞、2度のエミー賞の主演男優賞に輝く実力派。
2005年、半世紀にわたる息の長いキャリアを称え、アメリカ映画俳優組合から生涯功労賞を贈られた。
2000年以降の出演作には『スペース・カウボーイ』、『きみに読む物語』（アメリカ映画俳優組合助演男優賞ノミネート）、テレビ『シカゴ・ホープ』、『パパにはヒ・ミ・ツ』などがある。
2014年7月19日、自宅で死去。86歳没。

### プライベート
1956年にロイス・クラークと結婚。ロイスの娘キムと、2人の間に生まれた娘グレイスの2人がいる。
2008年には軽い脳卒中を起こし、入院・手術した。

## 主な出演作品

### 映画
| 公開年 | 邦題 原題                                                                                | 役名                               | 備考                        |
| ------ | ---------------------------------------------------------------------------------------- | ---------------------------------- | --------------------------- |
| 1956   | ロケット・パイロット Toward the Unknown                                                  | ジョー・クレイヴン                 |                             |
| 1957   | 暴力部落の対決 Shoot-Out at Medicine Bend                                                | ジョン・メートランド               |                             |
| 1957   | サヨナラ Sayonara                                                                        | ベイリー                           |                             |
| 1958   | 特攻決死隊 Darby's Rangers                                                               | ウィリアム・オーランド・ダービー   |                             |
| 1959   | 潜望鏡を上げろ Up Periscope                                                              | ケネス・M・ブラデン                |                             |
| 1959   | 札束とお嬢さん Cash McCall                                                               | キャッス・マッコール               |                             |
| 1961   | 噂の二人 The Children's Hour                                                             | ジョー・カーディン                 |                             |
| 1962   | プレイボーイ Boys' Night Out                                                             | フレッド・ウィリアムズ             |                             |
| 1963   | 大脱走 The Great Escape                                                                  | ヘンドリー                         |                             |
| 1963   | スリルのすべて The Thrill of It All                                                      | ジェラルド・ボイヤー               |                             |
| 1963   | セパレート・ベッド The Wheeler Dealers                                                   | ヘンリー                           |                             |
| 1963   | 女房は生きていた Move Over, Darling                                                      | ニコラス・アーデン                 |                             |
| 1964   | 卑怯者の勲章 The Americanization of Emily                                                | チャールズ・エドワード・マディソン |                             |
| 1965   | 36時間 36 Hours                                                                          | ジェファーソン・パイク             |                             |
| 1965   | 恋するパリジェンヌ The Art of Love                                                       | ケイシー・バーネット               |                             |
| 1966   | ダイヤモンド作戦 A Man Could Get Killed                                                  | ウィリアム                         |                             |
| 1966   | 砦の29人 Duel at Diablo                                                                  | ジェス                             |                             |
| 1966   | グラン・プリ Grand Prix                                                                  | ピート・アーロン                   |                             |
| 1967   | 墓石と決闘 Hour of the Gun                                                               | ワイアット・アープ                 |                             |
| 1968   | ダイヤモンド強奪作戦 The Pink Jungle                                                     | ベン・モリス                       |                             |
| 1968   | 水色のビキニのマドモアゼル How Sweet It Is!                                              | グリフ・ヘンダーソン               | 日本劇場未公開              |
| 1968   | 夕陽に立つ保安官 Support Your Local Sheriff!                                             | ジェイソン・マッカラー             |                             |
| 1969   | かわいい女 Marlowe                                                                       | フィリップ・マーロウ               |                             |
| 1970   | スレッジ A Man Called Sledge                                                             | ルーサー・スレッジ                 |                             |
| 1971   | 地平線から来た男 Support Your Local Gunfighter                                           | ラティゴ                           |                             |
| 1971   | 西部無法伝 Skin Game                                                                     | クインシー                         |                             |
| 1972   | 大捜査 They Only Kill Their Masters                                                      | アベル                             |                             |
| 1973   | リトル・インディアン One Little Indian                                                   | Keyes                              | 日本劇場未公開              |
| 1980   | ロバート・アルトマンのヘルス HealtH                                                      | ハリー・ウォルフ                   | 日本劇場未公開              |
| 1981   | 殺しのファンレター The Fan                                                               | ジェイク・バーマン                 | 日本劇場未公開              |
| 1982   | ビクター/ビクトリア Victor/Victoria                                                      |                                    |                             |
| 1984   | ミスター・タンク Tank                                                                    | ザック・カーリー                   |                             |
| 1984   | グリッタードーム The Glitter Dome                                                        | マッケイ                           | テレビ映画                  |
| 1985   | マーフィのロマンス Murphy's Romance                                                      | マーフィ・ジョーンズ               | 日本劇場未公開              |
| 1988   | キャデラック・カウボーイ Sunset                                                          | ワイアット・アープ                 | 日本劇場未公開              |
| 1989   | ジェームズ・ウッズの ドランカー My Name Is Bill W.                                       | ドクター・ボブ                     | テレビ映画 出演・製作総指揮 |
| 1990   | デコレーション・デイ/30年目の勲章 Decoration Day                                         | アルバート・シドニー・フィンチ     | テレビ映画                  |
| 1992   | ホワイトハウス狂騒曲 The Distinguished Gentleman                                         | ジェフ・ジョンソン                 |                             |
| 1993   | ファイヤー・イン・ザ・スカイ/未知からの生還 Fire in the Sky                              | フランク                           | 日本劇場未公開              |
| 1993   | 企業買収/250億ドルの賭け Barbarians at the Gate                                          | F・ロス・ジョンソン                | テレビ映画                  |
| 1994   | 一日の旅路 Breathing Lessons                                                             | アイラ・モラン                     | テレビ映画                  |
| 1994   | マーヴェリック Maverick                                                                  | ゼイン・クーパー                   |                             |
| 1996   | ロックフォードの事件メモ/帰ってきた名探偵 The Rockford Files: Friends and Foul Play      | ジム・ロックフォード               | テレビ映画                  |
| 1996   | ロックフォードの事件メモ/運命の再会 The Rockford Files: Punishment and Crime             | ジム・ロックフォード               | テレビ映画                  |
| 1996   | 元大統領危機一発/プレジデント・クライシス My Fellow Americans                            | マット・ダグラス大統領             | 日本劇場未公開              |
| 1997   | デッドサイレンス Dead Silence                                                            | ジョン・ポッター                   | テレビ映画                  |
| 1998   | トワイライト 葬られた過去 Twilight                                                       | レイモンド・ホープ                 | 日本劇場未公開              |
| 1998   | スキャンダル Legalese                                                                    | ノーマン・ケイン                   | テレビ映画                  |
| 1999   | ロックフォードの事件メモ/間違えられた男 The Rockford Files: If It Bleeds... It Leads     | ジム・ロックフォード               | テレビ映画                  |
| 2000   | スペース カウボーイ Space Cowboys                                                        | タンク・サリバン                   |                             |
| 2000   | ラスト・デシジョン The Last Debate                                                       | マイク・ハウリー                   | テレビ映画                  |
| 2001   | アトランティス 失われた帝国 Atlantis: The Lost Empire                                    | ローク司令官                       | 声の出演                    |
| 2002   | ヤァヤァ・シスターズの聖なる秘密 Divine Secrets of the Ya-Ya Sisterhood                  | シェプ・ウォーカー                 |                             |
| 2003   | リトルフット ベスト・オブ・フレンズ The Land Before Time X: The Great Longneck Migration | パット                             | 声の出演                    |
| 2004   | きみに読む物語 The Notebook                                                              | デューク                           |                             |

### テレビシリーズ
| 放映年    | 邦題 原題                                                           | 役名                          | 備考                |
| --------- | ------------------------------------------------------------------- | ----------------------------- | ------------------- |
| 1955-1957 | シャイアン Cheyenne                                                 |                               | 4エピソードに出演   |
| 1957      | アリゾナ・トム Sugarfoot                                            | ブレット・マーヴェリック      | 1エピソードに出演   |
| 1957-1962 | マーベリック Maverick                                               | ブレット・マーヴェリック      | 65エピソードに出演  |
| 1971-1972 | 保安官ニコルス Nichols                                              | ニコルス                      | 24エピソードに出演  |
| 1974-1980 | ロックフォードの事件メモ The Rockford Files                         | ジム・ロックフォード          | 122エピソードに出演 |
| 1981-1982 | Bret Maverick                                                       | ブレット・マーヴェリック      | 18エピソードに出演  |
| 1991-1992 | Man of the People                                                   | ジム・ドイル                  | 10エピソードに出演  |
| 2000      | シカゴホープ Chicago Hope                                           | ヒューバート・ミラー          | 4エピソードに出演   |
| 2000-2001 | God, the Devil and Bob                                              | 神                            | 13エピソードに出演  |
| 2002      | First Monday                                                        | トーマス・ブランキン          | 13エピソードに出演  |
| 2003-2005 | パパにはヒ・ミ・ツ 8 Simple Rules... for Dating My Teenage Daughter | ジム・イーガン / C.J.バーンズ | 45エピソードに出演  |